# Ремі Гоміс
Ремі Гоміс (фр. Rémi Gomis, нар. 14 лютого 1984, Версаль) — французький і сенегальський футболіст, півзахисник клубу «Нант» і національної збірної Сенегалу.

## Клубна кар'єра
У дорослому футболі дебютував 2001 року виступами за команду клубу «Лаваль», в якій провів шість сезонів, взявши участь у 136 матчах чемпіонату.  Більшість часу, проведеного у складі «Лаваля», був основним гравцем команди.
Своєю грою за цю команду привернув увагу представників тренерського штабу клубу «Кан», до складу якого приєднався 2007 року. Відіграв за команду з Кана наступні два сезони своєї ігрової кар'єри. Граючи у складі «Кана» також здебільшого виходив на поле в основному складі команди.
2009 року уклав контракт з клубом «Валансьєнн», у складі якого провів наступні чотири роки своєї кар'єри гравця.  Тренерським штабом нового клубу також розглядався як гравець «основи».
Протягом сезону 2013—2014 років грав в Іспанії, де захищав кольори «Леванте».
До складу «Нанта» приєднався 2014 року.

## Виступи за збірну
2008 року дебютував в офіційних матчах у складі національної збірної Сенегалу. Наразі провів у формі головної команди країни 15 матчів.
У складі збірної був учасником Кубка африканських націй 2012 року в Габоні та Екваторіальній Гвінеї, де сенегальці вибули з боротьби, програвши всі три гри групового етапу.